# 小院镇
小院镇，是中华人民共和国四川省资阳市雁江区下辖的一个乡镇级行政单位。

## 行政区划
小院镇下辖以下地区：
小院寺社区、花磉村、黄桷村、李子村、付水村、狮象村、白家村、栀子村、三角村、抱房村、大坪村、梧桐村、天古村、柏林村、七贤村、白象村、凉水村、方广村、农田村、雨台村和杨家村。